# Gozbert de Thuringe
Gosbert, également Gozbert, latinisé Gosbertus ou Gozbertus selon une orthographe plus ancienne, était un duc franc oriental de l'Empire franc, qui régna à Würzburg et devint l'un des premiers chrétiens de la région.

## Famille
À Würzburg régnait le duc franc oriental Gosbert (Gozbertus), régnait à Würzburg. Il était le fils d'Heden I (Hetanus). Il eut un fils appelé Heden II, qui lui succéda. Sa famille est appelée Hedenen ou encore hétanides.
Gosbert était marié à sa belle-sœur Gailana. Selon la légende, elle aurait tué l'évêque irlandais Kilian et ses compagnons qui évangélisaient avec lui. Il fut, toujours selon la tradition, assassiné le 8 juillet 689. Gosbert, à l'origine un païen pieux, avait (contre la volonté de Gailana) été baptisé par Kilian (Gailana était également - contrairement à la légende de Kilian - baptisée). La raison du meurtre était que Kilian avait tenté de faire appliquer l'interdiction de l'église des mariages au sein d'une belle-famille.

## Élements biographiques

### Hagiographie

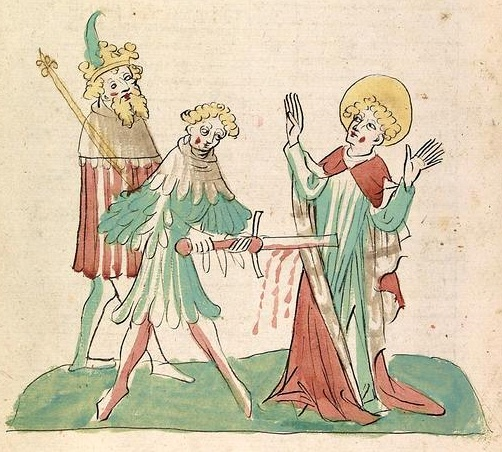
Assassinat de Saint-Kilian ; au second plan se trouve le duc Gosbert. Illustration d'un codex de Strasbourg, vers 1418.

Gosbert est principalement mentionné dans la Vita de Saint Kilian, dite Passio Kiliani, du IXe siècle. L'historien Wilhelm Störmer considère que les informations données ici sur la généalogie des premiers ducs francs sont tout à fait crédibles.

### Biographie
Il y est dit : Comme tout son peuple, Gosbert vivait encore dans le paganisme et adorait la déesse Diane par son nom. Lorsqu'il découvrit l'œuvre missionnaire et les discours de saint Kilian, il l'appela et s'entretint avec lui. Peu de temps après, Kilian le convainquit de devenir chrétien et le baptisa avec ses hommes. Mais lorsqu'il signifia que l'Évangile interdisait au duc d'avoir, selon la coutume de l'époque, épousé la femme de son frère décédé, et que ce dernier eut montré sa résolution, quoique le cœur lourd, par amour pour Dieu, de quitter Gailana, sa haine pour elle enflamma les prédicateurs chrétiens. Lorsque Gosbert fut absent pour une campagne militaire, Gailana saisit l'occasion en 688 et fit décapiter secrètement, de nuit, les apôtres francs par un homme de main et les fit enterrer dans leurs vêtements à la hâte, ainsi que la croix d'évêque, les Évangiles et des objets liturgiques.
Lorsque Gosbert revint de la guerre et s'interrogea sur Kilian, Gailana répondit qu'elle ne savait pas où il se trouvait, mais le meurtrier se trahit, fut pris de panique et avoua sa culpabilité et par l'exclamation "Kilian, le saint de Dieu, me brûle du feu le plus ardent !", et il se mutile. Gailana également mourut dans la folie.
Bien que Gosbert ait conservé la foi chrétienne jusqu'au bout, il fut tué par sa propre garde sous l'influence des Saxons païens. Son fils Heden II fut expulsé du pays par un soulèvement populaire, ainsi que toute la famille ducale.

### Le martyrologe de Saint Hrabanus Maurus
Le Martyrologe de saint Hrabanus Maurus - contrairement à la Vita - accuse le duc Gosbert du meurtre de Kilian.

## Témoignages posthumes

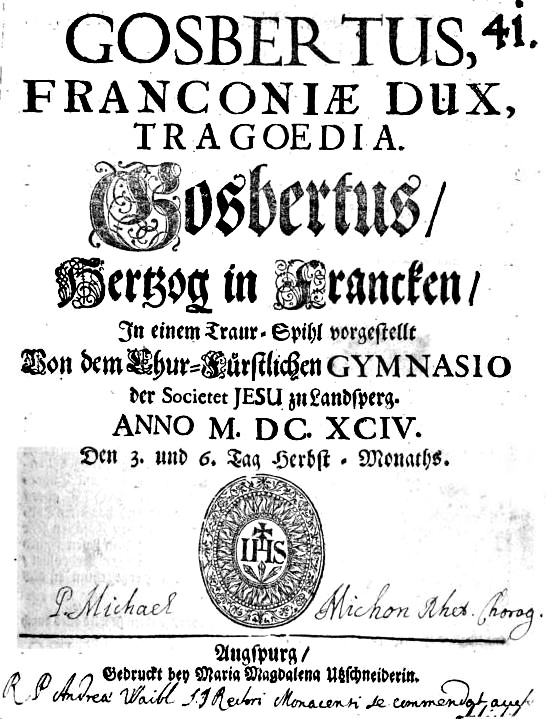
Programme d'une représentation du drame jésuite sur le duc Gosbert, Landsberg am Lech, 1694

Dans l'église paroissiale de St. Maria Magdalena à Münnerstadt, se trouvent quatre peintures sur panneau de Veit Stoss sur la légende de Kilian, réalisées vers 1505, sur lesquelles le duc Gosbert est également représenté.
Au XVIIe siècle, le théâtre jésuite s'empara du sujet et publia une tragédie en trois actes, qui fut jouée en divers lieux , . Au début du 19e, le poète romantique Friedrich de la Motte Fouqué consacra une tragédie au duc franconien Gosbert, ainsi qu'en 1926 l'historien franconien Peter Schneider .
Le Gosbertsteige dans le district de Würzburg à Zellerau porte le nom du duc Gosbert.